# Winston (papierosy)

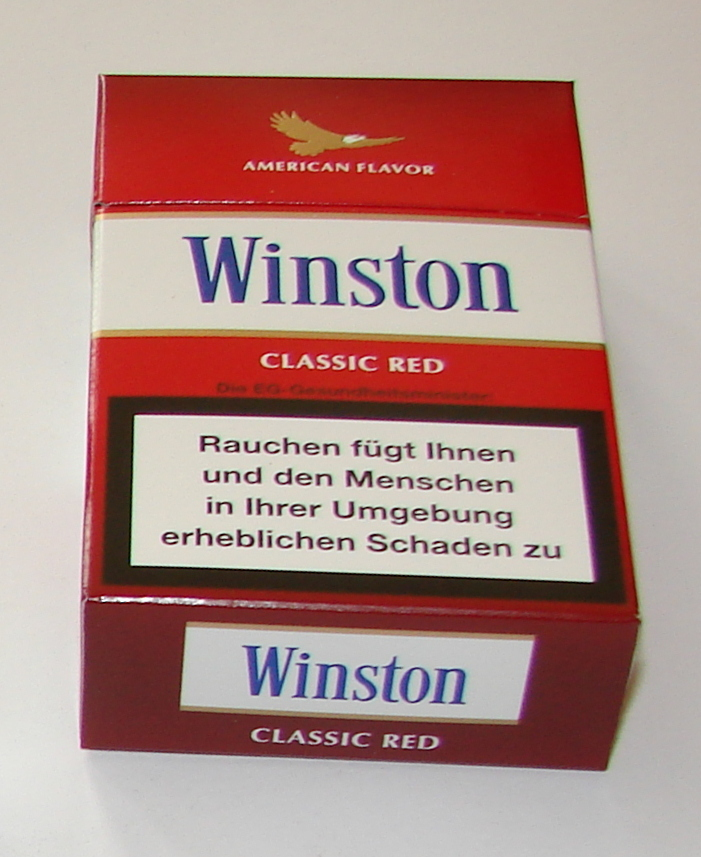
Paczka papierosów Winston

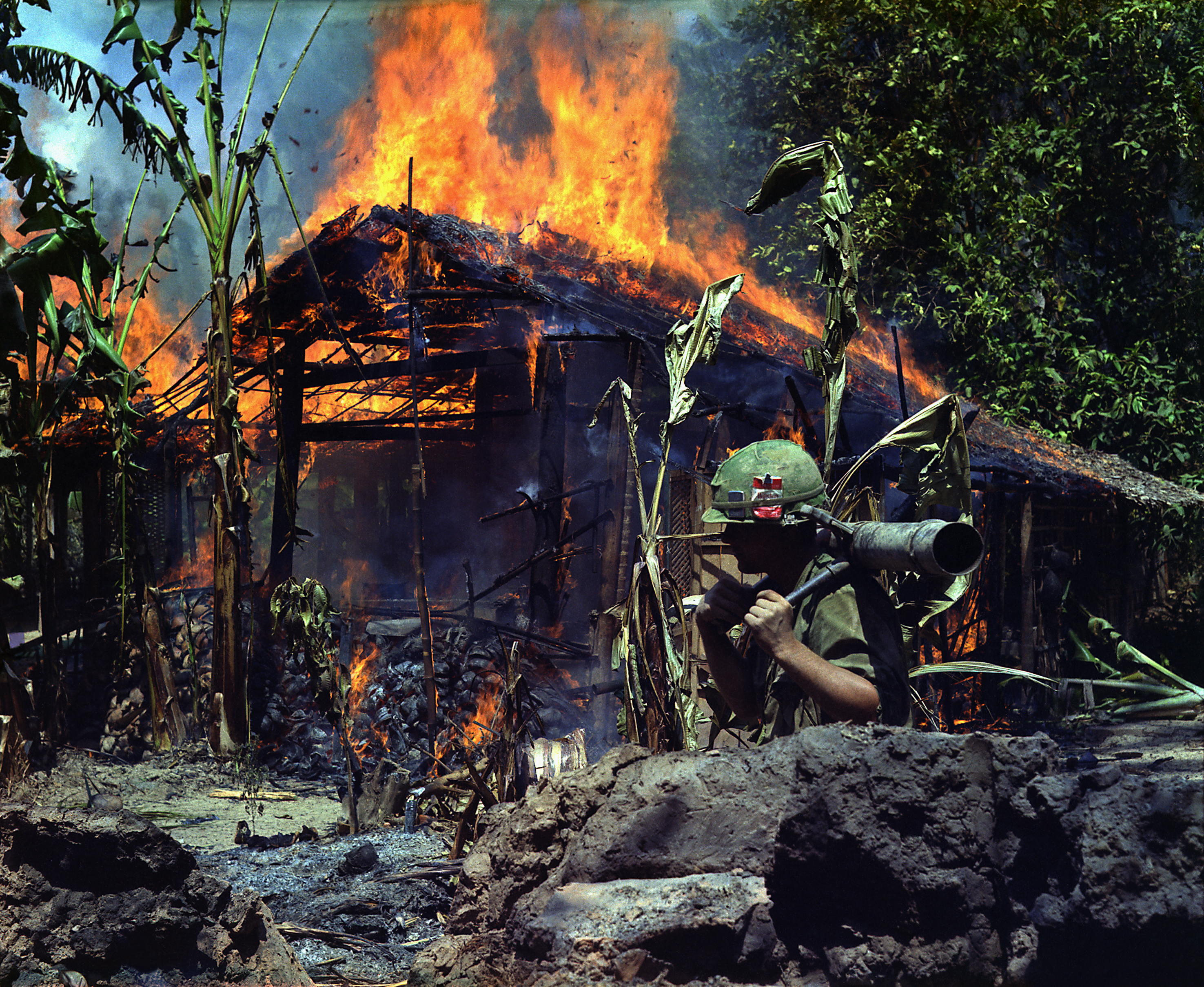
Amerykański starszy szeregowy Raymond Rumpa z paczką Winstonów i zapalniczką Zippo przytroczonymi do hełmu M1, podczas wojny w Wietnamie

Winston – marka papierosów, stworzona przez założoną w XX wieku firmę R.J. Reynolds Tobacco Company, która wprowadziła na rynek także pierwsze paczkowane papierosy pod marką Camel.

## Historia
Marka została wprowadzona na rynek w roku 1954 i w latach 1966–1972 była najlepiej sprzedającą się marką papierosów w Stanach Zjednoczonych. Ich hasło reklamowe brzmiało wówczas: „Winston smakuje tak, jak powinien smakować papieros”. Od 1972 do 2003 roku była głównym sponsorem wyścigów NASCAR. Dzisiaj marka jest wciąż wśród 10 najlepiej się sprzedających w USA. Obecnie jej producentem jest JT International (JTI), która w 1999 roku kupiła spółkę R.J. Reynolds Tobacco Company.

## Dostępne w Polsce paczki
- Winston Red – klasyczny papieros mocny
- Winston Red 100
- Winston Blue – klasyczne papierosy light
- Winston Blue 100
- Winston Taste Revolution KS i Winston Taste Revolution SS – papierosy mentolowe (KS – grube, SS – cienkie) z kapsułką smakową (o smaku jagodowym)
- Winston Option – klasyczny light z kulką mentolową
- Winston Super Line Option – klasyczny light cienki z posmakiem mentolu
- Winston Super Line Blue – klasyczny light cienki
- Winston Super Line Green papierosy z posmakiem mentolu